# Vogue China
Vogue China, ou China Vogue parfois, est l'édition chinoise du magazine de mode américain Vogue.

## Présentation
Face à « l'explosion » du luxe en Chine, Vogue China est lancé en septembre 2005 avec succès : les 300 000 premiers tirages du numéro 1, composé de plus de 400 pages, sont rapidement vendus et une réimpression d'exemplaires supplémentaires est nécessaire. La première couverture en septembre 2005 est photographiée par Patrick Demarchelier avec Gemma Ward entourée de mannequins chinois.
Sept ans plus tard, le tirage est d'environ 650 000 exemplaires par numéro. Les premières années, la couverture est toujours faite par un mannequin occidental, et le magazine contient environ 300 pages de rédactionnel (à comparer à la centaine de pages de l'édition américaine). Pour satisfaire l'ensemble des annonceurs, le nombre de numéros annuels passe de douze à seize.
Le photographe Mario Testino précise que « China Vogue est l'un des plus importants de tous les Vogue, un des plus influents ». Pour le numéro 100, celui-ci bénéficie de l'exclusivité de l'ensemble des photographies du magazine.
La rédactrice en chef est Angelica Cheung, ancienne de Marie Claire à Hong Kong, et ayant travaillé pour Elle en Chine. Bilingue anglais, elle a su faire la liaison entre la mode occidentale et chinoise et est devenue, de par le succès du magazine, l'une des rédactrices en chef les plus importantes au monde. Angelica Cheung quitte Vogue China en décembre 2020, puis est remplacée par Margaret Zhang, âgée de 27 ans, en février 2021.

## Parutions
Trois magazines sont édités sous la bannière de Vogue en Chine : Vogue China, Vogue Film, et Vogue+ (bimensuel lancé en septembre 2021 en remplacement de Vogue Me, lancé lui en 2016). Vogue Hong Kong, qui est lancé en mars 2019, est géré par une autre équipe éditoriale.